# دائرة بريزينة
دائرة بريزينة  إحدى دوائر ولاية البيض عاصمتها بريزينة. من أهم احيائها العريقة خلاف والقصر والقصبة. وتضم الدائرة بلديات بريزينة والغاسول وكراكدة.

## وصلات خارجية
- موقع عن مدينة بريزينة